# Dieppe (Nuovo Brunswick)
Dieppe è un comune del Canada, situato nella provincia del Nuovo Brunswick.